# Ryszard Górecki (plastyk)
Ryszard Górecki (ur. 1956 w Słubicach) – polski artysta plastyk związany ze Słubicami i Berlinem.
W latach 1975–1980 studiował w Wyższej Szkole Pedagogicznej w Zielonej Górze. W 1994 roku otrzymał Paszport „Polityki” za promocję polskiej plastyki przy spotkaniach z innymi kulturami. Wielokrotny stypendysta Ministra Kultury i Dziedzictwa Narodowego (1999, 2001, 2005, 2009). Do 2003 roku dyrektor Galerii Prowincjonalnej, działającej przy Słubickim Miejskim Ośrodku Kultury.